# Ryan Edwards (football)
Ryan Marc Edwards (né le 17 novembre 1993 à Singapour) est un footballeur australien qui évolue au poste de milieu de terrain au Marbella FC.

## Biographie
Avec l'équipe d'Australie des moins de 19 ans, il participe au championnat d'Asie des moins de 19 ans en 2012. L'Australie est éliminée en demi-finale par l'Iran. Il dispute ensuite le championnat d'Asie des moins de 23 ans en 2016.
Le 24 septembre 2015, il rejoint le club écossais de Partick Thistle.
Le 31 août 2018, il est prêté à Saint Mirren.